# 葛生千夏
葛生 千夏（くずう ちなつ、1961年 - ）は、日本の作曲家・作詞家・歌手。東京都出身。

## 略歴
慶應義塾大学文学部にて、高宮利行のもと学ぶ。
1985年頃より、自身のレーベル「SALISBURY（さるすべり）」よりEPレコードをリリース。また80年代後半からは、コマーシャルソングやゲームミュージックの作詞・作曲・歌唱を行う。
1990年12月15日にサイトロン・レーベルより発売されたCD『ダークシール』にて、アレンジ曲「THE SWORD OF DELIGHT」「OVERCOME YOUR DESPAIRS」の作詞・編曲・歌唱を担当し、注目を集める。1994年には、『ファイナルファンタジーVI』のCMソング「FINAL FANTASY」の作詞・編曲・歌唱と、『アンジェリーク』の作曲を手がける（前者は植松伸夫のソロアルバム『Phantasmagoria』に収録）。
以降もアニメやゲームのほか、吉野裕司プロデュースのユニット「Vita Nova」への参加、映画『なぞの転校生』の劇伴制作など、ジャンルを問わず作詞・作曲・歌唱を行ってきた。
90年代末にイギリスに留学し、現在は音楽活動を休止中。

## 作風
中性的な歌声と、自身のプログラミングによる曲（特にチェンバロ風の音色の多用）に特徴を持つ。ソロ作品では、アルフレッド・テニスンやエドガー・アラン・ポーの詩に、曲をつけて歌うことが多い。
「FINAL FANTASY」では、自らの担当を「Uuzuk」と称している。これはこの楽曲の歌詞が自ら考案したオリジナル言語である「Uuzuk語」によって歌われている事から来る。「Uuzuk」とは「葛生(Kuzuu)
」を逆に読んだものである（本人の談による）。

## 作品

### ソロ作品
- THE LADY OF SHALOTT (EP)（1985年）
- ST. AGNES' EVE (EP)（1986年）
- THE CITY IN THE SEA（1991年）
- THE LADY OF SHALOTT（1992年）

### アニメ・ゲーム作品
- 光栄オリジナルBGM集Vol.3 三國志II/維新の嵐（1990年）
- DARK SEAL（1990年）
- サウンド・ワールド・オブ・ポピュラス-G.S.M. IMAGINEER 1-（1991年）
- DARK SEAL II（1992年）
- CDドラマコレクションズ アンジェリーク〜光と闇のサクリア〜（1994年）
- CDドラマコレクションズ アンジェリーク〜ときめきの宝石箱〜（1995年）
- CDドラマコレクションズ アンジェリーク〜恋はPUSH＆PUSH!〜（1995年）
- アンジェリーク〜優しい愛のメロディ〜（1995年）
- CDドラマコレクションズ アンジェリーク〜あなたの瞳に夢天使（スウィート・エンジェル）〜（1995年）
- アンジェリーク外伝〜無限音階〜 音楽集 白鳥の歌（1996年）
- CDドラマコレクションズ アンジェリーク〜惑わせないで聖少女（イノセント・ガール）〜（1997年）
- CDドラマコレクションズ アンジェリークSpecial2 第1話・まだ見ぬ君への神話（ラブレター）（1997年）
- CDドラマコレクションズ アンジェリークSpecial2 第2話・夢みる二つの太陽（ミラクルハート）（1997年）
- アンジェリーク音楽集〜Romancia〜（1997年）
- アンジェリークSpecial2〜A LA MODE〜（1997年）
- ロードス島戦記-英雄騎士伝- オリジナル・サウンドトラックVOL.3（1998年）

### Vita Nova参加作品
- ancient flowers（1996年）
- laulu（1996年）
- shinonome（1997年）

### 三宅純作品
- 星ノ玉ノ緒 ENTROPATHY（1993年）
- MEMORIES オリジナルサウンドトラック（1996年）
- 常夏乃憂ヒ（1996年）
- CM TRACKS VOL.1（1996年）
- Latinism Reversible（1997年）
- “angels rondo”（1998年）
- Glam Exotica!（1999年）

### その他参加作品
- SOME GIRLS - REBEL STREET IV（1987年）
- 三剣物語 ひかわ玲子オリジナルアルバム（1992年）
- グラン・ローヴァ物語 紫堂恭子オリジナルアルバム（1992年）
- グラン・ローヴァ物語II 紫堂恭子オリジナルアルバム（1993年）
- Phantasmagoria（1994年）
- 夢帽子 before and after blue 加藤洋之+後藤啓介作品集（1998年）
- TEN PLANTS 2（1999年）

### 劇伴
- 夢を追いかけて（1991年）
  - よみうりテレビ「CINEMAだいすき!」内で放送されたドラマ。1993年に劇場公開。
- なぞの転校生（1998年）